# 10877 Jiangnan Tianchi
10877 Jiangnan Tianchi (tên chỉ định: 1996 UR) là một tiểu hành tinh vành đai chính. Nó được phát hiện bởi Yoshisada Shimizu và Takeshi Urata ở Đài thiên văn Nachi-Katsuura ở Nachikatsuura, Wakayama Prefecture, Nhật Bản, ngày 16 tháng 10 năm 1996. Nó được đặt theo tên Jiang Nan Tian Chi, an astronomical observatory in eastern China.